# Moskvas internationella affärscentrum

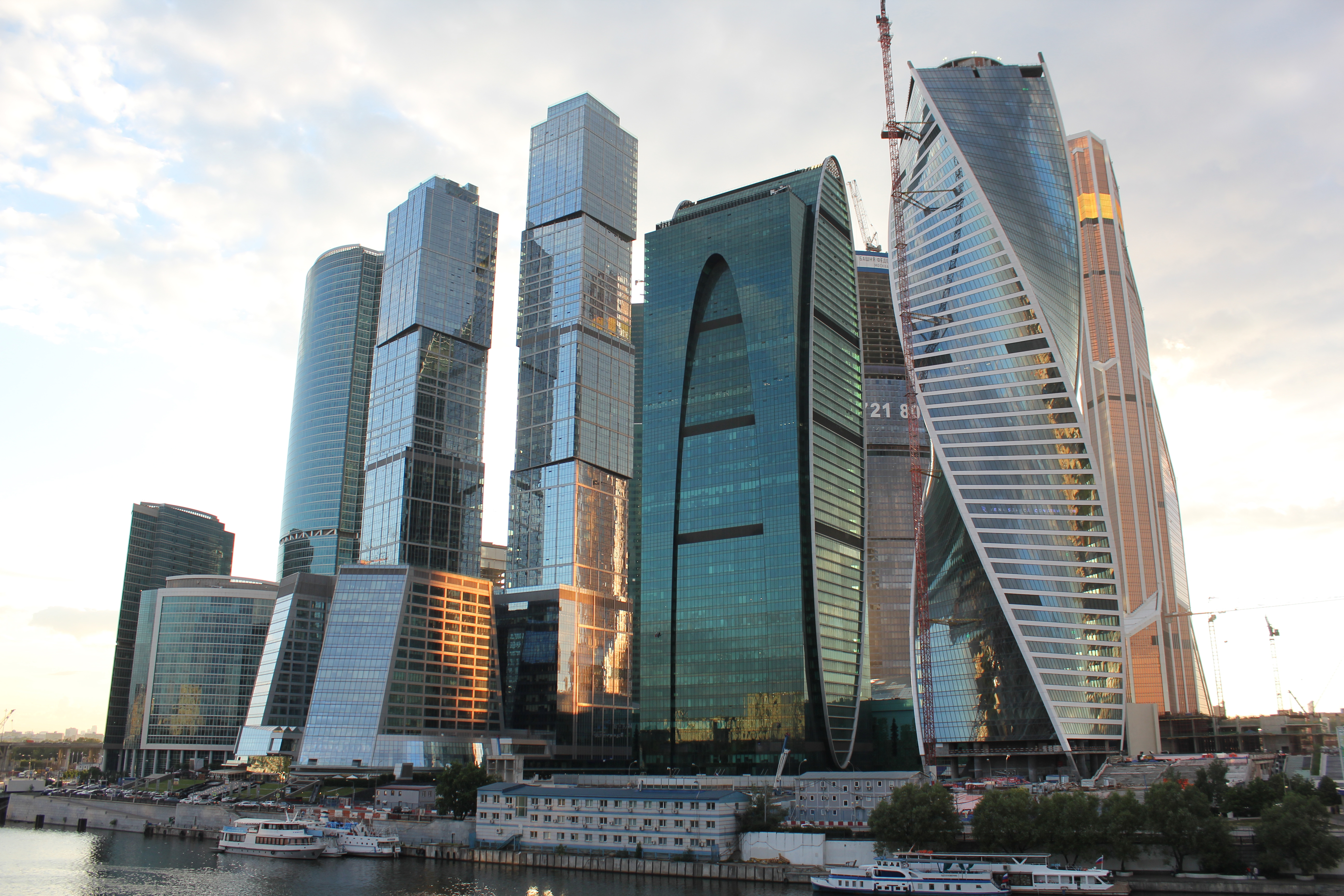
Några av skyskraporna i Moskvas internationella affärscentrum, 2013. Naberezjnajatornet, City of Capitals, Imperia Tower, Federationstornet (i bakgrunden), Evolution Tower, Mercury City Tower.

Moscow International Business Center (ryska: Московский международный деловой центр; ММДЦ), tidigare Moskva-City (ryska: Mocквa-Cити, Moskva-Siti) är ett nytt område i Moskva, som framför allt består av skyskrapor. Flera av Europas tio högsta byggnader finns här. Högst är det 374 meter höga Federationstornet.
Målsättningen är att skapa en stadsdel som kombinerar underhållning, arbete och boende, och blir den första i Ryssland och i hela Östeuropa. Moskvas lokala regering gav klartecken till bygge 1992. Området har en yta på en kvadratkilometer och innehöll tidigare industrier.

## Byggnaderna

Tomterna i Moskvas internationella affärscentrum.

### Torn 2000
(Tomt 0) Tornet består av 34 våningar och är en kontorsbyggnad. Den är belägen på den högra sidan av Moskvafloden. Tornet förbinds med området genom en gångbro över floden. I tornet finns även en underjordisk parkering, restaurang och annan underhållning. Tornet är 104 meter högt och började byggas i december 1996. Det blev färdigt fjärde kvartalet 2001.

### Evolution tower
(Tomt 2-3) Arbetet med tornet (tidigare kallat Bröllopstornet) började i mars 2007 och tornet stod färdigt 2014. Skyskrapan har en vriden skruvform och är 255 meter hög med 54 våningar.

### Imperia Tower
(Tomt 4) Imperia Tower började byggas 2006 och invigdes 2011. Skyskrapan är 239 meter hög.

### Centrala galleriet
(Tomt 6-8) Detta är en av de mest komplexa byggnaderna i Moskva City. Byggnaden består av två delar, en under och en ovan jord. Bygget började första kvartalet 2005 och blev färdigt tredje kvartalet 2010. I den underjordiska delen finns tunnelbanestationen Vystavotjnaja som ligger på Filjovskajalinjen. Ytterligare två stationer kommer att öppnas senare.

### City of Capitals
(Tomt 9) Komplexet City of Capitals består av två skyskrapor som symboliserar Moskva och Sankt Petersburg, beläget på område 9. Höjden på tornen är 302 respektive 257 meter. Tornen stod färdiga 2009, Moskvatornet var vid färdigställandet Europas högsta byggnad, men petades ner till andraplatsen då The Shard i London invigdes 2012. Sedan 2012 har flera högre skyskrapor byggts i Moskvas internationella affärscentrum och City of Capitals är inte längre bland de högsta i kvarteret.

### Naberezjnajatornet
(Tomt 10) Naberezjnajatornet ligger i område 10. Torn A, 17 våningar, stod färdigt 2004. Torn B, 27 våningar, stod färdigt i oktober 2005. Torn C, 59 våningar, stod färdigt 2007 och var med sina 268,4 meter Europas vid den tiden högsta byggnad. Den totala kostnaden var 200 miljoner dollar.

### Transportterminalen
(Tomt 11) Kommer att bli mötesplats för olika tunnelbanelinjer Light rail linjer och annan offentlig transport. Där planerades även kontor, hotell, en klinik och parkering. Bygget började 2012 och förväntades öppna 2015.

### Eurasien
(Tomt 12) Eurasien blev färdig 2014 och ska rymma kontor, kasino och annan underhållning. Skrapan är 309 meter hög och har 70 våningar. Den totala kostnaden för bygget var 250 miljoner dollar.

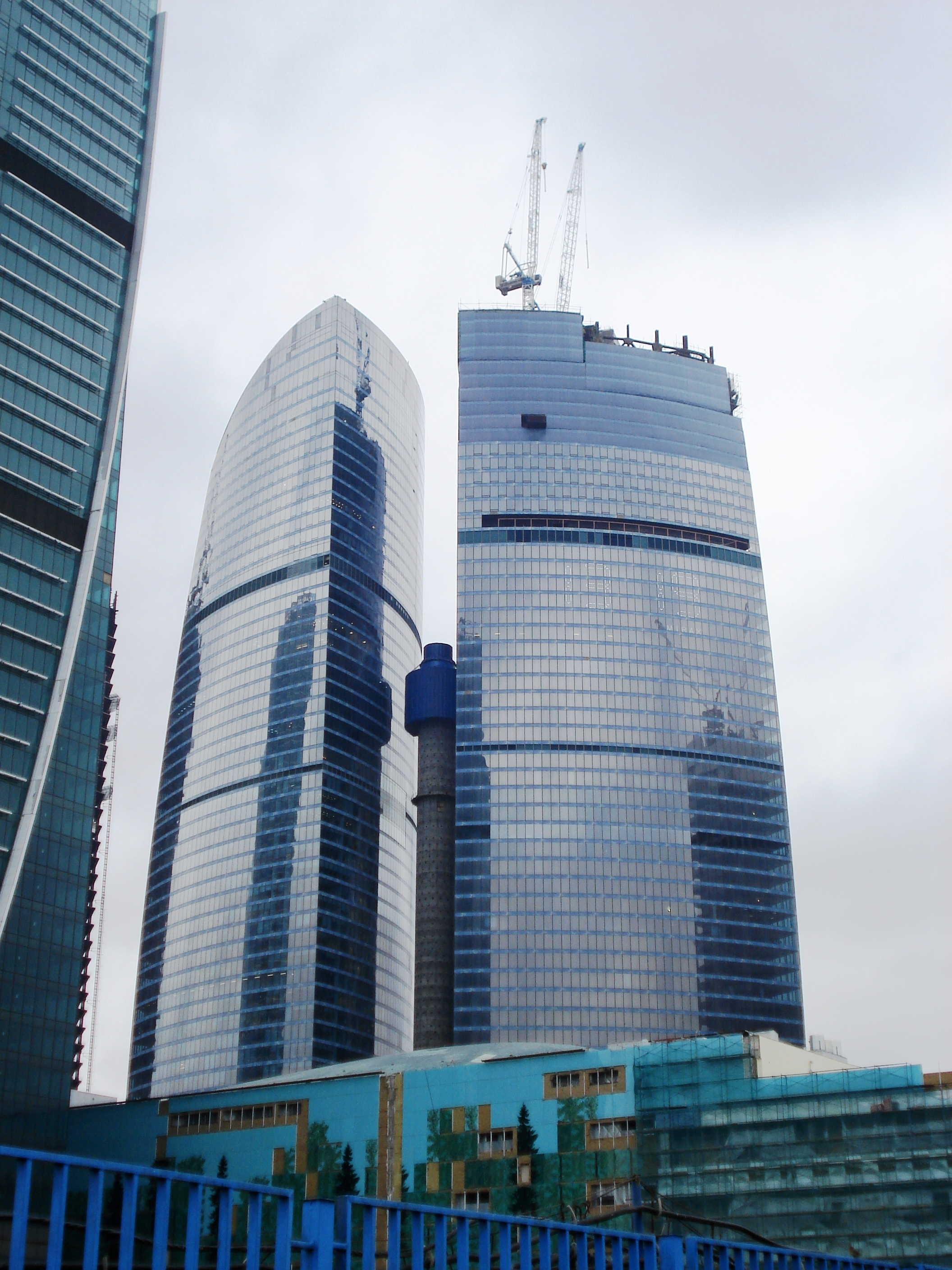
Federationstornet, 2010

### Federationstornet
(Tomt 13) Federationstornet var  när det stod färdigt, år 2017, Europas högsta byggnad. Byggnaden består av två skyskrapor med en 448 meter hög spira mellan sig. Torn A består av 95 våningar och har en höjd av 373 meter. Torn B är färdigt och är 242 meter med 63 våningar.

### Mercury City Tower
(Tomt 14) Mercury City Tower började byggas 2009 och invigdes 2013. Det är Europas fjärdehögsta byggnad (2020). Skyskrapan är 339 meter hög och har 75 våningar.

### OKO
(Tomt 16) OKO är ett byggnadskomplex som består av två skyskrapor på 354 respektive 245 meter, samt ett 44 meter högt parkeringshus. Det högre Södra tornet stod klart 2015, och är idag (2020) Europas tredje högsta byggnad. Den lägre av skyskraporna, Norra tornet, färdigställdes 2014.

### Norra tornet
(Tomt 19) Norra tornet stod färdigt 2007 och innehåller kontor, konserthall, fitnesscenter, restauranger, café, kliniker och parkering. Tornet är 108 meter högt och har 27 våningar.